# Bosansko Kraljevstvo (marionetska država)
Bosansko Kraljevstvo bila je marionetska država koju je osnovalo Osmansko Carstvo nakon osvajanja Bosne 1463. godine. Hrvatsko-Ugarsko Kraljevstvo nekoliko je puta vraćalo krajeve koje su Osmanlije bili netom zauzeli. Da bi osujetili buduće pokušaje Hrvatsko-Ugarske, osnovali su marionetsku državu, koja se prostirala od Lašve na jugu do prostora Jajačke i Srebreničke banovine na sjeveru, a čije je sjedište bilo kod Zenice, u Vranduku. Istu su državu Osmanlije ukinuli 1476. godine.